# Dimos Evrotas
Dimos Evrotas (Evrotas) är en kommun i Grekland.   Den ligger i prefekturen Lakonien och regionen Peloponnesos, i den södra delen av landet, 150 km sydväst om huvudstaden Aten. Antalet invånare är 19 319. Arean är 865 kvadratkilometer.
Terrängen i Dimos Evrotas är varierad.